# Храменкова, Екатерина Васильевна
Екатерина Васильевна Храменкова (род. 16 октября 1956, Минск) — советская белорусская легкоатлетка, специалистка по бегу на длинные дистанции и марафону. Выступала за сборные СССР и Белоруссии по лёгкой атлетике в 1980-х и 1990-х годах, обладательница бронзовой медали чемпионата Европы, победительница ряда крупных международных стартов, многократная чемпионка и призёрка первенств национального значения, действующая рекордсменка Белоруссии в беге на 10 000 метров и 10 км.

## Биография
Екатерина Храменкова родилась 16 октября 1956 года в Минске.
Впервые заявила о себе в сезоне 1984 года, когда с результатом 2:36:30 стала шестой на марафоне в Вильнюсе.
В 1985 году выиграла серебряную медаль на чемпионате СССР по марафону в Могилёве, тогда как на Кубке Европы по марафону в Риме финишировала восьмой в личном зачёте и вместе со своими соотечественницами взяла бронзу в женском командном зачёте.
В 1986 году была пятой в марафоне на Играх доброй воли в Москве, завоевала бронзовую медаль в марафонской дисциплине на чемпионате Европы в Штутгарте.
В 1987 году получила бронзовую награду в беге на 10 000 метров на чемпионате СССР в Брянске, с рекордом страны 2:28:20 одержала победу на чемпионате СССР по марафону в Могилёве. Помимо этого, успешно выступила на Кубке мира по марафону в Сеуле, где стала пятой в личном зачёте и выиграла женский командный зачёт. Получила серебро в командной дисциплине 15 км на чемпионате мира по бегу по шоссе среди женщин в Монте-Карло. Принимала участие в марафонском забеге на чемпионате мира в Риме, показав на финише шестой результат.
В 1988 году добавила в послужной список серебряные награды, полученные на чемпионате СССР по марафону в Таллине и на чемпионате СССР по бегу на 15 км по шоссе в Курске, а на чемпионате СССР в Киеве установила свой личный рекорд в беге на 10 000 метров (31:42,02), который до настоящего времени остаётся национальным рекордом Белоруссии. Выиграла женский командный зачёт на Кубке Европы по марафону в Юи, став в личном зачёте четвёртой, отметилась победой в командном зачёте на чемпионате мира по бегу по шоссе среди женщин в Аделаиде. В завершении сезона с результатом 2:33:36 финишировала восьмой на Чикагском марафоне.
В 1989 году выиграла бронзовую медаль на чемпионате СССР по бегу на 15 км по шоссе в Могилёве. На Кубке мира по марафону в Милане заняла четвёртое и первое места в личном и командном зачётах соответственно. На чемпионате мира по бегу по шоссе среди женщин в Рио-де-Жанейро в составе советской национальной сборной на сей раз стала бронзовой призёркой. Вновь стартовала на Чикагском марафоне, показав на сей раз 11-й результат.
В 1990 году с результатом 2:29:45 была пятой на Лондонском марафоне, тогда как на чемпионате Европы в Сплите сошла с дистанции.
На Кубке мира по марафону 1991 года в Лондоне, прошедшем в рамках Лондонского марафона, с результатом 2:43:12 заняла лишь 50-е место, при этом советские бегуньи всё равно выиграли женский командный зачёт. На Берлинском марафоне показала время 2:31:14 и пришла к финишу четвёртой.
В 1992 году победила на Валенсийском марафоне (2:36:03), Мадридском марафоне (2:35:30), Лиссабонском марафоне (2:30:17), была пятой на Парижском марафоне (2:35:35) и шестой на Берлинском марафоне (2:33:26).
В 1993 году финишировала четвёртой на Валенсийском марафоне (2:39:26), закрыла двадцатку сильнейших Нагойского марафона (2:37:29), показала шестой результат на Лиссабонском марафоне (2:44:51).
В 1996 году с результатом 2:37:45 заняла пятое место на Туринском марафоне.